# Rooibos
Rooibos (afrikaans för 'röd buske'), Aspalathus linearis, är en buske i växtfamiljen Fabaceae (ärtväxter). Den växer endast i ett begränsat område kring bergskedjan Cederberg i Västra Kapprovinsen, Sydafrika och används främst för beredning av ett örtte som ofta benämns rött te. Området har vinterregn och sommartorka samt präglas av buskvegetationen fynbos.

## Historia och användning
Redan på 1770-talet observerade den svenska naturforskaren Carl Peter Thunberg rooibos, då han såg hur den användes som medicinaldryck av khoisanfolken. Det var Thunberg som först spred kunskapen om buskens användning till Europa. Dess vetenskapliga namn fick dock busken av den nederländska botanisten Nicolaas Laurens Burman. Han placerade rooibos i växtsläktet Psoralea. Dess korrekta placering fick den först 1963 av den svenska botanisten Rolf Dahlgren i Opera Botanica ix. No. 1, 213, 283 (1963) därav dess korrekta vetenskapliga namn idag, Aspalathus linearis, inom ärtväxtfamiljen Fabaceae.
Rooibos-buskens blad används ofta på samma sätt som teblad. Bladen plockas, strimlas och lämnas att jäsa i rullar eller nedgrävda i jorden, för att slutligen torkas. Jäsningsprocessen gör smaken starkare och bidrar till att ge rooibos dess karaktäristiskt röda färg, ibland kallas drycken för "rött te". Det finns också rooibos för dryck där bladen inte har jästs, så kallad grön rooibos. Ingen av dryckerna innehåller koffein.